# Louis d'Anglure de Bourlemont
Pour les articles homonymes, voir Bourlémont.
Louis d'Anglure de Bourlemont, né en 1618 et mort le 9 novembre 1697, est un prélat français du XVIIe siècle. Il est le septième fils de Claude d'Anglure, comte de Bourlémont, et d'Angelique Dyacette, et le frère de Charles-François, archevêque de Toulouse. Son neveu François est nommé évêque de Pamiers le 4 juillet 1681 mais ne peut obtenir ses bulles et renonce en 1685 (affaire de la régale).

## Biographie
Louis d'Anglure  devient en 1657 auditeur de rote pour la France à Rome. En 1664, il est nommé ministre plénipotentiaire, et c'est à ce titre, qu'il signe à Pise le traité entre le pape Alexandre VII et Louis XIV, au sujet de l'attentat commis à Rome en 1662, par la garde corse contre le duc de Crêqui, ambassadeur de France auprès du Saint-Siège. En 1668, le roi le nomme à l'évêché de Tournai, puis, en 1669, à l'évêché de Lavaur; mais il ne croit pas devoir accepter encore le fardeau de l'épiscopat et il est pourvu  de l' abbaye de Lagrasse, au diocèse de Carcassonne en  1670.
En 1679, Louis XIV le nomme au diocèse de Fréjus et il est consacré par le cardinal Gaspare Carpegna. En 1680, il est transféré au diocèse de Carcassonne et la même année il est appelé à l'archevêché de Bordeaux de 1680 à 1697.
À Bordeaux, de Bourlemont confie la direction de son grand séminaire aux prêtres de la Congrégation de la Mission . Il établit en 1695, dans l'église des religieuses de la Visitation à Bordeaux, la confrérie du Sacré-Cœur de Jésus. Outre l'abbaye Sainte-Marie de Lagrasse, Louis d'Anglure possède en commende aussi celle de Saint-Pierre de l'Ile en Médoc.

## Publications
- Église catholique. Diocèse. Bordeaux, Ordonnances et constitutions synodales. Decrets et reglemens, donnés au dioceze de Bordeaux par feus nosseigneurs le cardinal de Sourdis, Henry Descoubleau de Sourdis, Henry de Bethune, archevêques de Bordeaux. Reveus, confirmés & augmentés par Monseigneur Louis d'Anglure de Bourlemont, archevêque de Bordeaux, primat d'Aquitaine. Et réimprimés par son ordre., A Bordeaux,, chés la veûve de G. de la Court, et N. de la Court, imprimeur du Roy, & de Monseigneur l'Archevêque., 1686. avec approbation & permission (lire en ligne)